# Monte Rotondo (Montes Sibilinos)
El Monte Rotondo es una montaña en la vertiente septentrional de los Montes Sibilinos (Apeninos centrales), situado en la provincia de Macerata, región de las Marcas, Italia central. 
Tiene una altura de 2.102 m s. n. m., forma un macizo con los montes Bambucerta, Pietralata y Cacamillo, todas de menor altitud. En su vertiente oriental se abre el valle de Tela y, por debajo, el valle del Acquasanta, con la homónima cascada natural. Se puede llegar a la cascada con un cómodo sendero del centro habitado de Bolognola, y luego el valle termina en una zona salvaje e inaccesible. Su vertiente occidental se abre sobre el valle de Ussita, contraponiéndose a los majestuosos bastiones rocosos del Monte Bove norte.
La cima se alcanza cómodamente en 30-40 minutos desde el refugio del Fargno.
En invierno las nevadas son frecuentes con larga duración del manto de nieve y las temperaturas muy bajas.